# Monrad & Rislund
Monrad & Rislund var en dansk komikerduo bestående af Jan Monrad (født den 18. marts 1951 på Amager, død 20. november 2015 i sit hjem i Holbæk) og Søren Rislund (født den 17. maj 1950 på Frederiksberg). Parrets materiale består af sketcher og humoristiske sange. Parret var ofte flankeret af andre musikere, bl.a. Øyvind Ougaard, Ole Fick, Michael Friis og Klaus Menzer.

## Historie
Duoen udsprang af gruppen Jan Monrad, Mik og Tømrerclaus, hvor Jan Monrad optrådte sammen med Mik Schack og Claus Clement Pedersen alias Tømrerclaus. Gruppen indspillede i 1974 single-pladen Kød på bordet. Året efter sluttede Søren Rislund sig til, og gruppen skiftede navn til Totalpetroleum. Fra 1977/78 begyndte duoen at optræde under navnet Monrad & Rislund, men først i 1981 blev navnet Totalpetroleum lagt på hylden.
De første udgivelser bestod primært af sangmateriale, men i løbet af 1980'erne fik teksterne en mere fremtrædende rolle, og sketcher blev ofte brugt til at parodiere populære elementer i radio- og tv-medier, fx reklamer, quizzer, nyhedsudsendelser og live-transmissioner fra vigtige begivenheder. Humoren er folkelig, uartig, bramfri, satirisk og til tider sort. Et helt galleri af fiktive personer, der primært befolker de fiktive byer Pladderballe og Ubehage, går igen i mange sketcher, og denne indforståethed vækker jubel blandt parrets dedikerede fans. I de senere år begyndte Monrad & Rislund at målrette deres show til publikum. Det foregik med improviserede iagttagelser med udspring i den lokalitet, hvor showet foregik.
Parret har udgivet en del plader, hvoraf en del indeholder optagelser fra deres egne shows. I sidste halvdel af 1970'erne og første halvdel af 80'erne producerede parret satire til DR P3, hvor mange af personerne fra det faste persongalleri blev skabt. I 80'erne optrådte parret flere gange på spillestedet Montmartre i København, men siden midten af 1990'erne havde parret “hjemmebane” på Damhuskroen, hvor de holdt mange af deres shows.
De skrev tekst og musik til nummeret "Syd for Køge", som var inkluderet på Kim Larsens soloalbum Hvem kan sige nej til en engel fra 1996.
Deres nummer "Jul igen remix" var inkluderet på adskillige julekompilationsalbummer; NOW Christmas 2007, NOW Christmas 2012, More Christmas 2013 og More Christmas 2015.
I november 2009 oplyste Søren Rislund, at han fra 2010 vil holde en pause i samarbejdet, og det var i en periode usikkert, om Monrad & Rislund ville optræde sammen igen. Pausen kom til at vare lidt over et år, og i 2012 optrådte duoen sammen igen med et nyt show, der hed "Senildemente sjuskemikler".
Efter Jan Monrads død i 2015 har Søren Rislund fastslået, at brandet "Monrad og Rislund" dermed har lavet sit sidste show.

## Udvalgt persongalleri
- Åge Brodtgård (Søren Rislund) – legetøjsgrosserer m.m. fra Lyngby og ukronet gættemester, der vinder alverdens radioquizzer på DR og Pladderballe Nærradio. Brodtgård er officielt omkommet i forbindelse med et flystyrt i Satoverstyristan, men det er usikkert, om han vitterligt døde, eller om der var tale om en udspekuleret iscenesættelse for at undgå skattevæsenets tiltagende interesse for hans konglomerat. Ved statsmandsbegravelsen, som han vandt i Lokkehjulet på Pladderballe Nærradio, var kisten tom, idet hans lig ikke blev fundet efter ulykken. Han mistænkes for at optræde under pseudonymet Palle Gulvballe.
- Mogens (Jan Monrad) – en besynderlig skabning, der blæser i sin kalapøjser.

- Hansemann Luchter (Søren Rislund) – entertainer af tysk afstamning med et iltert temperament, som ofte optræder sammen med Mogens.
- Dr. Leo Lummerkrog (Ole Fick) – læge/kvaksalver med usædvanlige seksuelle tilbøjeligheder. Var også brevkasseredaktør i satireprogrammet Det der om søndagen der blev sendt på P3 fra 1993-1995.
- Bjarlkram Rodaz – radioreporter, forfatter og komponist.
- Svend Dellepude (Søren Rislund, dog bæres sangen Så' det jul igen i sketchen "Top 1-2-3" af Jan Monrads stemme) – Pladderballes store crooner med mange hits på samvittigheden.

## Hæder
I 1993 modtog parret DJBFA's hæderspris samt Dansk Solistforbunds jubilæumslegat.
I 1993 blev Next stop pladderballe nomineret til Årets Danske Entertainment Udgivelse ved Danish Music Awards.
I 1995 modtog Farvel Åge prisen for Årets Danske Entertainment Udgivelse ved Danish Music Awards.

## Udgivelser

### SomTotalpetroleum
Albums
- Totalpetroleum (1975)
- Det vil jeg da skide på (1977)
- A tribute to Gabe Ladhardt/A la plage (1979)
- Hej hvor det svinger (1981)

Singler
- Bente og Tom / Nyhederne (vol.2) (1977)
- VM i Tobaksrygning/Send Mig En Lok Af Dit Hår, Mari (1979)
- Totalpetroleums Jule-Medley (1980)

### Som Monrad & Rislund
Albums
- 1991 (1981)
- Jesus og Jens Vejmand (1983)
- Åh hold kæft! (1985)
- Øl er Gud (1986) – coveret prydes af et Carlsberg-lignende logo, hvilket fik De Forenede Bryggerier til at forsøge at få nedlagt fogedforbud, men kravet blev afvist af fogedretten
- Det er Danmark (1988)
- Mens vi venter på prinsen (1989)
- Hundestjerner hasteindlagt (1990) – titlen er en reference til parrets optræden i tv-programmet Hund og hund imellem, hvor Poul Thomsen var vært. Udgivelsen indbragte en guldplade for 40.000 solgte eksemplarer.
- Next Stop Pladderballe (1992)
- Farvel Åge (1994)
- Knepper De? (1996) – inkl. bonus-cd'en Monrad & Rislund lovesongs
- Den store julebazar (1997) – i en del af oplaget medfulgte desuden cd-rom'en Monrad & Rislunds indrepassive julekalender
- Ja, ja... –eller nej (2000)
- Lorteøen special (2002)
- De tykke synger (2003)
- Platheder På Et Fundament af Sjofelhed (2007)

Singler
- Skål, kammerat!/En simpel røgter (1981)
- EFG-Blues/EFG-Disco (1985)
- Du er min øjesten/1971 (1986)
- Det er Danmark/Det var Danmark (1988)
- Jul igen remix (1990)

Video
- Panik i Pladderballe (1995)
- De nøgne heste fra Upernavik (1999)

Opsamlingsalbum
- Hvem af jer er Mundvad? (1987) – opsamlingsalbum
- Akasut Mundvand II (1993) – opsamlingsalbum, titlen er en reference til serien af hit-cd'er Absolute Music
- Det store triumftog (box-sæt med 5 cd'er og 1 dvd, 2004) – opsamling udgivet i anledning af parrets 30 års jubiliæum